# Gorenji Logatec
Gorenji Logatec (izgovarjava [ɡɔˈɾeːnji lɔˈɡaːtəts], lokalno tudi Gornji Logatec, prej Cerkovska vas; nemško Oberloitsch, nekdaj Kirchdorf) je nekdanja vas v zahodni Sloveniji v Občini Logatec. Danes je del mesta Logatec. Spada v tradicionalno deželo Notranjsko in je danes vključena v Osrednjeslovensko statistično regijo.

## Geografija
Gorenji Logatec leži na zahodnem delu Logaškega polja ob glavni cesti Vrhnika–Kalce. Stoji v ozki dolini pod hribom Velike Bukve (580 mnm) na severu in hribom Sekirica (545 mnm) na vzhodu. V središču vasi sotočje Črnega potoka  in potoka Reka ustvarja zgornji tok reke Logaščice. Severno od naselja se v zaselku Klanec nahaja gramoznica, ob potoku Reka pa stoji zaselek Reka.

## Ime
Okoli sredine 18. stoletja se je območje okoli cerkve Matere Božje rožnovenske začelo uporabljati kot Cerkovska vas (starejše za 'cerkvena vas') z nemško ustreznico Kirchdorf. Ime se je proti koncu 19. stoletja zamenjalo z Gorenji Logatec.

## Zgodovina
Gorenji Logatec je bil skupaj s sosednjim Brodom 8. avgusta 1876 uničen v požaru. Gorenji Logatec je imel leta 1880 452 prebivalcev v 54 hišah, leta 1900 482 v 60 hišah, leta 1931 pa 426 prebivalcev v 77 hišah. Gorenji Logatec je bil leta 1972 priključen Logatcu in je s tem izgubil status samostojnega naselja.

## Cerkve
V Gorenjem Logatcu stojita dve cerkvi. Cerkev Rožnovenske Matere Božje je župnijska cerkev iz leta 1754 in stoji v središču vasi. Cerkev svetega Križa stoji severno od središča vasi na južnem pobočju hriba Tabor. Je najstarejša cerkev v Logatcu; izhaja iz 16. stoletja, leta 1765 je bila prezidana.

## Grad Logatec
Grad Logatec stoji ob glavni cesti jugozahodno od naselja. Nadomestil je starejši grad, ki je stal ob cerkvi sv. Križa pod Taborom in je bil v 17. stoletju že v ruševinah. Začetki gradu Logatec segajo v pozni srednji vek, prezidan pa je bil v 16., 18. st. (avtor Carlo Martinuzzi, ok. 1673–1726) in 20. stoletju. Grad je bil prvotno sedež logaškega gospostva, nato pa je bil do leta 1848 v lasti rodbine Windischgrätz, ko je prešel v last lokalne uprave. Do leta 1932 so ga uporabljali kot pisarniško stavbo, od leta 1906 do 1945 pa je bilo v njem krajevno sodišče. Po drugi svetovni vojni je do leta 1966 služil kot deška šola. Zdaj so v njem stanovanja.

## Pomembni ljudje
Znamenite osebe, ki so se rodile ali živele v Gorenjem Logatcu:
- Josip Cerk (1881–1912), geograf in speleolog[1]
- Jernej Medved (1799–1857), duhovnik, duhovni pisec in leksikograf[1]
- Ivan Milavec (1874–1915), orglar[1]
- Vladimir Mušič (1893–1973), arhitekt[1]
- Lev Svetek (1914–2005), pisatelj, pravnik in pedagog[1]
- Vladimir Travner (1886–1940), zgodovinar[1]
- Ignacij Gruntar (1844–1922), pravnik in notar[1]
- France Punčuh (1902–1944), diplomat, Spravodlivý medzi národmi [1]